# Kapyl
Kapyl (en bielorruso: Капы́ль) o Kopyl (en ruso: Копы́ль) es una ciudad subdistrital de Bielorrusia, centro del raión homónimo en la provincia de Minsk
En 2023, la ciudad tenía una población de 10 087 habitantes. Es el centro administrativo del consejo rural homónimo sin formar parte del mismo.
Se ubica unos 40 km al sur de Uzda, sobre la carretera P61.